# Cases Almirall
Les Cases Almirall són un conjunt arquitectònic situat a l'avinguda Diagonal de Barcelona, entre els carrers d'Aribau, Londres i Muntaner, catalogat com a bé cultural d'interès local.

## Història
Van ser projectades el 1930 per l'arquitecte Francesc Guàrdia per a Ramon Almirall.

## Descripció
És un conjunt d'edificis d'habitatges de planta baixa i sis pisos amb una façana a la Diagonal de més de 100 m d'amplada. Els baixos tenen obertures d'arc de mig punt i de mides diferents, que es corresponen amb les dels pisos superiors. Al primer pis hi ha un balcó corregut que ocupa tota la façana, i el cinquè pis està rematat per un fris completament llis, sobre el qual s'alça la mansarda del sisè pis.